# Ramsaubach (Irrsee)
Der Ramsaubach (auch Ramsauer Bach genannt) ist ein kleiner Bach am Zeller- oder Irrsee im Mondseeland, einem Teil des Salzkammerguts im Hausruckviertel Oberösterreichs.

## Lauf und Landschaft
Der Bach entspringt
etwa 1½ Kilometer östlich des Sees bei Zell am Moos, unterhalb Oberbrandstatt auf etwa 690 m ü. A. Er passiert dann Niederbrandstatt nördlich, nimmt den Graben  von Stumer her auf, schwenkt fast auf Nord und fließt zwischen Oberschwand und Unterschwand durch.
In Ramsau, 1½ Kilometer nördlich von Zell am Moos, bei der Mondsee Straße (B154) fließt ihm von rechts der Wolfbauergraben (von Staller und Feichten) zu. 400 Meter weiter westlich mündet er südlich der Mooswiesen bei Ramsau und Graben nach gut 2 Kilometern Lauf in den Irrsee.

## Geologie und Hydrographie
Der Bach kommt von der Randmoräne des Traungletschers der Würm-Eiszeit (ca. 100.000–10.000 Jahre vor heute), der letzten Kaltzeit, die einen mächtigen Wall westlich des Irrsees hinterlassen hat, der vom Lackenberg bis in die Haslau bestens erhalten ist. Dahinter wurde die junge Vöckla eingezwängt. Nördlich bei der Mühle im Graben ist die Wasserscheide nur 50 Meter von der Vöckla entfernt. Der nordwestliche Lauf ist hierorts unüblich: Das Mondsee-Irrsee-Gebiet stellt den nacheiszeitlichen Rückzugsraum der Gletscherzunge des Traungletschers dar und entwässert deshalb alpeneinwärts („verkehrt herum“, erst ab dem Attersee strömt das Wasser wieder Richtung Alpenrand). Dem folgen auch die meisten kleinen Zubringer. Ramsaubach und südlich der  Zeller Bach gehen entgegen dieser Richtung. Es dürfte sich um Laufbildungen im spät-würmzeitlichen Gletscherschwund-Vorfeld handeln. Entlang des Bachs erstrecken sich in mehreren Staffeln weitere Randmoränen diverser Rückzugstadien, die im Mündungsbereich des Ramsaubachs bis in den See hineinlaufen. Der Bach wendet sich am dritten Moränenzug ab dem Seeufer nordwärts, diese Moränen bilden die etwas erhöhten Seefelder, zu denen nördlich und südlich Feuchtwiesen knapp über Seeniveau liegen (Zeller Moos südlich und die Mooswiesen von Ramsau nordwärts). Quer durch den Irrsee verläuft direkt nördlich der Mündung ein Riegel auf um 21 Meter unter Wasserspiegel (die beiden Teilbecken des Sees haben heute 32 Meter nördlich und 27 Meter südlich). Der Bach dürfte also zeitweise dem nördlichen Teilbecken zugeflossen sein.